# SK St. Andrä

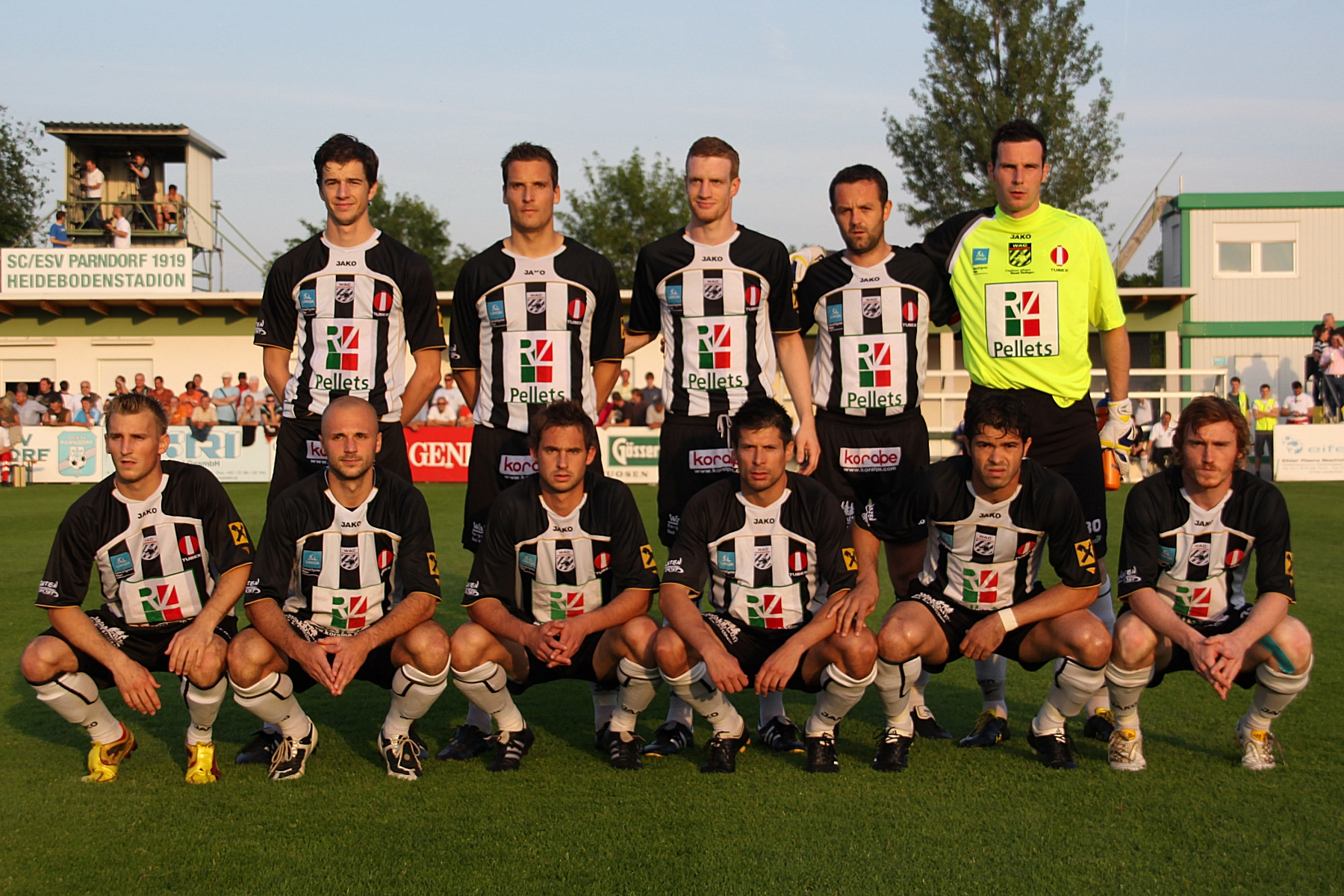
Die Mannschaft des Wolfsberger AC/SK St. Andrä am 8. Juni 2010 im Relegationsspiel beim SC-ESV Parndorf 1919.

Der Sportklub St. Andrä ist ein österreichischer Fußballverein aus dem kärntnerischen St. Andrä. Der Verein gelangte zu Popularität durch die ehemalige Kooperation mit dem Wolfsberger AC. Gemeinsam spielten die beiden Vereine zwischen 2007 und 2012 in der Regionalliga Mitte und der Ersten Liga. Seit der Saison 2023/24 spielt der Verein in der fünftklassigen Unterliga Ost.

## Geschichte
Der SK St. Andrä wurde 1946 mit den Vereinsfarben Violett-Weiß von Kriegsheimkehrern gegründet. 1964 konnte der St. Andräer Fußballplatz auf Initiative des Bürgermeisters Rudolf Kores sowie des Eitweger Bürgermeisters Hannes Schweiger aus Privatbesitz gekauft und an den Klub auf 99 Jahre verpachtet werden. 1990 wurde ein zusätzliches Trainingsareal errichtet und später auch mit Flutlicht ausgestattet. Der sportliche Erfolg stellte sich erst in jüngerer Zeit ein.
2003 konnte der Klub erstmals Kärntner Landesmeister werden und den damit verbundenen Aufstieg in die drittklassige Regionalliga Mitte schaffen. Spätestens nach zwei Jahren konnte sich der Klub dort im vorderen Tabellendrittel etablieren.
Schon ab der Saison 2005/06 kam es mit dem zum damaligen Zeitpunkt sich (seit dessen Abstieg 2003/04) in der Unterliga Ost befindlichen WAC zu einer Spielgemeinschaft unter der Bezeichnung „WAC/St. Andrä II“, wobei Rang 2 belegt und mit einem Qualifikation-Sieg (H 2:1, A 2:0) gegen den Zweiten der Unterliga West SV Treffen der Wiederaufstieg in die Kärntner Landesliga geschafft wurden. Ab der Saison 2006/07 spielte St. Andrä als „St. Andrä/WAC“ in der Regionalliga und als „WAC/St. Andrä II“ in der Kärntner Liga.
Im Juni 2007 wurde eine noch intensivere Kooperation mit dem Wolfsberger AC beschlossen. Die beiden nur wenige Kilometer voneinander liegenden Vereine arbeiteten eng zusammen, blieben aber eigenständig: „Zentrale Bereiche beider Vereine wie Administration, Verwaltung, Wirtschaft, Marketing, Gastronomie sowie der sportliche Bereich als Herzstück (Kampfmannschaften und Nachwuchszentrum) werden zentral von der ebenfalls neu geschaffenen Geschäftsstelle des WAC/St. Andrä von Wolfsberg aus geleitet.“. Es gab zwei Kampf-Mannschaften, wovon eine unter der Zusatzbezeichnung „Amateure“ weiterhin in der Kärntner Liga spielte, während die andere mit dem Ziel des Aufstiegs in höhere Ligen und damit verbundenem Profi-Fußball geführt wurde. Dieses Ziel wurde verwirklicht, es kam 2009/10 zum Aufstieg von der Regionalliga in die Erste Liga, in der Saison 2012 wurde der WAC/St. Andrä Meister der Ersten Liga und schaffte den Aufstieg in die Bundesliga. Anschließend wurde die Kooperation zwischen dem Wolfsberger AC und dem SK St. Andrä beendet (Beschluss in der WAC-Hauptversammlung am 12. Juni 2012). Seither tritt der Aufsteiger in der Bundesliga als Wolfsberger AC auf, was das vorläufige Ende für den SK St. Andrä im Profifußball bedeutet hat. Weitere Folgewirkungen waren, dass der Wolfsberger AC mit einer Amateurmannschaft weiterhin in der Kärntner Liga spielte (dort schon im folgenden Spieljahr den Aufstieg in die Regionalliga fixierte), während St. Andrä unter neuer Führung in der 2. Klasse (somit der untersten Spielklasse) einen Neubeginn vollzog.
Bereits im ersten Spieljahr gelang der Titel, zwei Jahre später (Saison 2014/15) schon der erneute Titel und damit Aufstieg in die Unterliga (exakt Unterliga Ost).